# Sungai Apung
Sungai Apung is een bestuurslaag in het regentschap Asahan van de provincie Noord-Sumatra, Indonesië. Sungai Apung telt 4075 inwoners (volkstelling 2010).